# Len Terry
Len Terry (* 11. Februar 1924 in Hackney; † 25. August 2014) war ein britischer Motorsportingenieur.

## Leben
Len Terry kam nach seinem Studium in den 1950er-Jahren zum Motorsport und begann erfolgreich Formel-Junior-Rennwagen zu bauen. 1960 kam er zu Gilby und konstruierte neben einem Sportwagen auch seinen ersten Formel-1-Monoposto, der jedoch keinen Erfolg hatte. Der Durchbruch als Konstrukteur gelang ihm bei Lotus, wo er mit dem Lotus 33 den Weltmeisterwagen von Jim Clark aus dem Jahre 1965 entwickelte. Auch der Lotus 38 war ein Entwurf von Terry.
Nach einigen Jahren bei Dan Gurneys Eagle-Team war er bis Mitte der 1970er-Jahre für die unterschiedlichsten Projekte verantwortlich. Für B.R.M. baute er den P126 und für Lola den Formel-2-BMW T102. Es folgte der sehr erfolgreiche Formel-5000-Surtees TS5. Der BRM P207 war die letzte große Arbeit von Terry im Motorsport; der Wagen war aber eine Fehlkonstruktion.
Nach seinem Abschied vom Motorsport war er ein leidenschaftlicher Radfahrer.